# Weiße Sulm
Weiße Sulm är ett vattendrag i Österrike.   Det ligger i förbundslandet Steiermark, i den östra delen av landet, 180 km söder om huvudstaden Wien.
I omgivningarna runt Weiße Sulm växer i huvudsak blandskog. Runt Weiße Sulm är det ganska glesbefolkat, med 47 invånare per kvadratkilometer.